# Социјалистичка радничка партија Хрватске
Социјалистичка радничка партија Хрватске је политичка партија која дјелује у Хрватској. Основана је 1997. године. Сматра се најљевијом политичком партијом у политици Хрватске.

## Идеологија
Програм партије окупља многе љевичарске идеологије, од социјалдемократије до комунизма. Програм партије углавном се темељи на радничком самоуправљању и непосредној демократији. СРП се залаже за обнову социјализма, планске економије и радничког самоуправљања. СРП је против чланства Хрватске у НАТО савезу и Европској унији. Чланови партије редовно дају подршку и учествују на радничким и синдикалним штрајковима, те подупиру манифестацију Загреб Прајд.
СРП Хрватске посебно се заузима за поштовање традиција и чување истине о Народноослободилачкој борби (1941–1945). Њени чланови заступају тезу да је рат у Хрватској 1991—1995. заправо био грађански рат, а не одбрана од агресора. Партија такође осуђује отцјепљење Косова и Метохије од Србије, поводом чега је у марту 2008. издала „Изјаву поводом одцјепљења аутономне области Косово и Метохија по директиви САД, НАТО-а и ЕУ-а“.
Омладинско крило партије дјелује под именом Млади социјалисти.

## Штампа
Службено гласило СРП Хрватске зове се „Социјализам данас“.
Партијска оргнаизација у Сплиту издаје споствено гласило „Гарифул“ (Каранфил).

## Историја
Партију је 1997. године основала група истомишљеника окупљена око Стипе Шувара. Шувар је био лидер партије до априла 2004, када га је замијенио Иван Пљеша. Тада је избио сукоб око имена и политике партије, те су Шувар и мања група око њега основали Социјалистичку партију Хрватске. Део чланова партије на челу с Драганом Батком покушали су да 2005. године оснују Комунистичку партију Хрватске, али им то није успјело.
Партија је по први пут изашла на парламентарне изборе 2000. године, када је освојила 18.863 гласа (0,66%).
На локалним изборима 2001, СРП је успјела да освоји места у етнички мијешаним местима попут Дарувара, Доњег Лапца или Врховина.
На парламентарним изборима 2003, партија је освојила 15.515 гласова (0,59%).
На парламентарним изборима 2007, партија је постала члан коалиције Левица Хрватске. Коалиција је освојила 9.884 гласа (0,4%).

## Међународни односи
Посланици партије похађали су неколико Међународних комунистичких семинара, чији су домаћини били Радничка партија Белгије и Међународна конференција комунистичких и радничких партија. Од 2007, СРП је формирала неформалну групу названу Радничка борба, која тежи томе да постане члан Четврте интернационале.